# Karl Bühler
Karl Bühler (* 27. Mai 1879 in Meckesheim; † 24. Oktober 1963 in Los Angeles) war ein deutscher Psychologe. Er war Denk- und Sprachpsychologe sowie Sprachtheoretiker. Bühler gilt als Vertreter der sogenannten Würzburger Schule der Denkpsychologie, eines ganzheitspsychologischen Ansatzes, der mit der Gestaltpsychologie verwandt ist. Als Sprachtheoretiker vertrat er einen feldtheoretischen Ansatz.

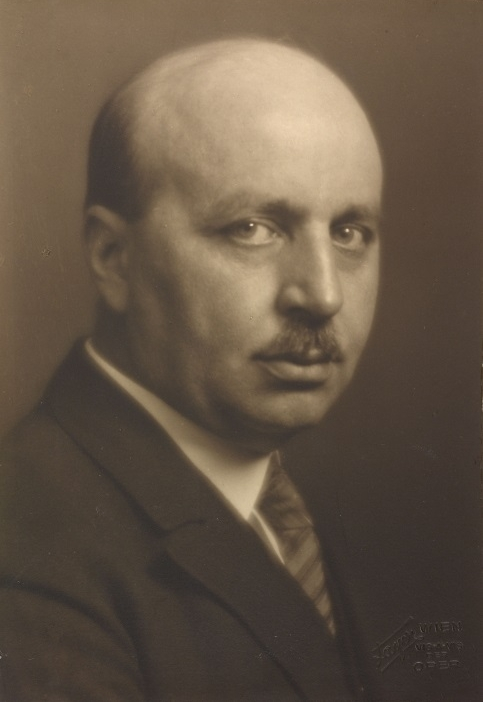
Karl Bühler, 1927

## Leben
Bühler war der Sohn des Eisenbahnbediensteten Ludwig Bühler und seiner Ehefrau Berta. Er besuchte das Matthias-Grünewald-Gymnasium in Tauberbischofsheim und legte dort 1899 das Abitur ab. Im selben Jahr begann Bühler das Studium der Medizin an der Universität Freiburg. Während seines Studiums wurde er Mitglied der KDStV Arminia Freiburg im Breisgau im CV. In Freiburg wurde er 1903 bei Johannes von Kries zum Dr. med. promoviert („Duplizitätstheorie“ des Sehens (nach Helmholtz und von Kries)). Er arbeitete weiter als Assistent und begann ein Zweitstudium der Psychologie. Er wurde 1904 bei Clemens Bäumker an der Universität Straßburg zum Dr. phil. im Fachbereich Psychologie (Studien über Henry Home) promoviert. Bühler arbeitete 1906 als Assistent an der Universität Freiburg bei von Kries und gleichzeitig als Assistent an der Julius-Maximilians-Universität Würzburg bei Oswald Külpe.
Seine Habilitation in Würzburg mit der Schrift Tatsachen und Probleme zu einer Psychologie der Denkvorgänge schloss Bühler 1907 ab. Der Text gilt als grundlegend für die Würzburger Schule und löste eine heftige Kontroverse mit Wilhelm Wundt (Bühler-Wundt-Kontroverse) aus. Bühler wechselte 1909 nach Bonn, wo er Assistent von Oswald Külpe wurde.
Von 1913 bis 1918 arbeitete Bühler als außerordentlicher Professor in München. Er leistete von 1914 bis 1918 Kriegsdienst als Arzt während des Ersten Weltkriegs im militärpsychologischen Einsatz. 1918 wurde er ordentlicher Professor für Philosophie und Pädagogik an der Technischen Universität Dresden.
Bühler wurde 1922 an der Universität Wien Professor für Psychologie und Leiter des Psychologischen Instituts. Die Gründung des Wiener Psychologischen Instituts erfolgte durch die Bemühungen der Stadt Wien für eine Neuordnung des Schulsystems auf der Grundlage der neuen wissenschaftlichen Erkenntnisse über den Entwicklungsstand des Kindes. Karl Bühler wurde als Leiter des Psychologischen Instituts Wiens berufen. Von 1928 bis 1931 war er Präsident der Deutschen Gesellschaft für Psychologie. Seine Frau Charlotte Bühler folgte ihm nach Wien und erhielt dort auch eine Dozentur. Beide lehrten in Wien bis zu ihrer gemeinsamen Emigration. Charlotte Bühler, mit der er eng zusammenarbeitete, wurde auf dem Gebiet der Jugendpsychologie bekannt. Die beiden hatten zwei Kinder, Ingeborg (* 1917) und Rolf (1919–1984). Letzterer wurde später Professor für Raumfahrt an der Universität Stuttgart.
Am 23. März 1938 – unmittelbar nach dem Anschluss Österreichs – wurde Bühler kurz durch die Nationalsozialisten inhaftiert und emigrierte darauf 1940 über Oslo und London in die USA. Dort arbeitete er von 1940 bis 1945 als Professor in Minnesota und von 1945 bis 1955 als Professor der Psychiatrie an der University of Southern California in Los Angeles.

## Bedeutung
Bühler hat bedeutende Beiträge zur Sprach-, Denk- und Entwicklungspsychologie wie zur Gestaltpsychologie geleistet. 1913 erschien Bühlers Arbeit Die Gestaltwahrnehmungen. Auf dem Gebiet der Entwicklungspsychologie erregte sein 1918 erschienenes Werk Die geistige Entwicklung des Kindes Aufmerksamkeit. Infolge bildete sich eine Wiener Schule der Entwicklungspsychogie. Karl Popper studierte und promovierte bei Karl Bühler. Bühler gilt neben de Saussure, Jakobson und Chomsky als einer der wichtigsten Sprachtheoretiker des 20. Jahrhunderts (Klassiker: Sprachtheorie, 1934). Besonders sein Methodenpluralismus und seine interdisziplinäre wie internationale Ausrichtung begleiteten seine Forschungsarbeit, wie anhand seines Werkes Die Krise der Psychologie (1927) verfolgt werden kann.
Nach seinem ersten Erscheinen 1934 nur wenig beachtet, hat sich das sprachpsychologische und -philosophische, sich insbesondere mit deiktischen Wörtern befassende zeichentheoretische Werk Sprachtheorie. Die Darstellungsfunktion der Sprache seit den 1960er Jahren zu einem Standardtext der Sprachwissenschaften entwickelt. Bühler entfaltet darin eine Theorie der Sprachwissenschaft, die empirisch-psychologische mit philosophischen, linguistischen und kommunikationswissenschaftlichen Fragen und Methoden verbindet. Sein Modell der sprachkonstituierenden Grundprinzipien, die bei der wissenschaftlichen Beschäftigung mit Sprache vorausgesetzt werden, entwickelt Bühler dabei insbesondere in der Auseinandersetzung mit Immanuel Kant und Edmund Husserl.
Er begründete fast zeitgleich mit Wittgenstein eine handlungstheoretische Sprachauffassung, die Sprache als geformtes „Werkzeug“ sieht, nicht einfach nur als Instrument. Bekannt ist das „Organon-Modell“, das die „Ausdrucks-, Appell- und Darstellungsfunktion“ als grundlegend darstellt, aber auch die in jeder Kommunikation nötige Ergänzung und Abstraktion aus dem Wissen einbezieht. Darauf aufbauend sind inzwischen unzählige Varianten vier-, fünf- und sechsgliedriger Kommunikationsmodelle formuliert worden. Das aktive Sprechen wird als Handeln und das „Sprachwerk“ (der Text) als situationsgelöstes Handlungsprodukt betrachtet. Innovativ ist Bühlers Analyse des „Zeigfelds“ der Sprache, ausgehend von der ich-jetzt-hier-Origo. Mit „hier“ orientiert man auf etwas im Nahbereich des Sprechenden, mit „ich“ zeigen Sprecher auf sich selbst, mit „jetzt“ auf die aktuelle Sprechzeit. Die Felderlehre Bühlers wurde von Konrad Ehlich im Rahmen der „Funktionalen Pragmatik“ weiterentwickelt. Bühlers Theorie ist auch in Grammatiken wie die Grammatik der deutschen Sprache von Zifonun/Hoffmann/Strecker u. a. (1997) eingegangen.
Die Bühler-Schule fand im deutschen wie im angelsächsischen Sprachraum eine breite Anerkennung. Dies lässt sich an den vielen Gastprofessuren erkennen, die Karl Bühler im Laufe der Jahre vor seiner Emigration in die USA an verschiedenen amerikanischen Universitäten erhielt. Jedoch konnte er sich nach seiner Emigration in die USA im Jahre 1938 im wissenschaftlichen Diskurs der USA, die bereits behavioristischen Strömungen folgte, nicht richtig etablieren. In dieser Zeit widmete er sich hauptsächlich verhaltensbiologischen Fragestellungen, die auch erst nach seinem Tod entsprechend rezipiert und gewürdigt wurden.
Sein bekanntester Schüler war Karl Popper, der von ihm im Jahr 1928 über das Thema Zur Methodenfrage der Denkpsychologie promoviert wurde.

## Entwicklung der Denkpsychologie
Die Würzburger Schule (1901–1909) war der eigentliche Geburtsort der Denkpsychologie. Die Untersuchung von Denkprozessen vor dieser Zeit orientierte sich an dem philosophischen Gedankengut und deren Vorstellung des Denkens. Bereits bei Aristoteles (384–322 v. Chr.) kann eine Trennung der Inhalte der Wahrnehmung von den Inhalten der geistigen Repräsentation beobachtet werden. Die geistigen Repräsentationen werden auch als Vorstellungen beschrieben, die durch verbundene Assoziationen entstehen.
„Assoziationen sind Verbindungen zwischen Gedächtnisinhalten, die nach dem zeitlichen Ablauf miteinander verbunden oder nach der Ähnlichkeit, nach dem Gegensatz oder nach der räumlichen und zeitlichen Nähe in einer Relation zueinander stehen.“ (Spada: 1992)
Die Philosophie setzte sich schon sehr früh mit dem Thema des Denkens auseinander und die Annahme interner Repräsentationen blieb bis ins 19. Jahrhundert Thema der Philosophie (Descartes, John Locke, David Hume, David Hartley). Die Psychologen begannen auf Grund der Nähe zu der Philosophie und deren Argumentationen der Assoziationen, mit Untersuchungen über die Entstehungsbedingungen und den Eigenschaften von Assoziationen. Die experimentelle Psychologie baute daher zunächst auf die Philosophie und blieb auch in deren gedanklichen Rahmen haften bis zum Beginn der Würzburger Schule. Hier wendete man sich von dem assoziationspsychologischen Rahmen ab und lenkte das Interesse auf den Menschen und welche Prozesse beim Denken aktiv werden. Es folgte die erste qualitative Untersuchung von Assoziationen, in dem die Probanden durch Selbstbeobachtung ihren Denkprozess beschreiben mussten. Dabei konnte festgestellt werden, dass beim Denkprozess zusätzlich noch nicht-beobachtbare Prozesse wirksam sein müssen.
Karl Bühler verwendete zur Untersuchung der Denkprozesse die Methode der Introspektion. Dabei kam er zu dem Ergebnis, dass der Denkprozess bzw. die Gedanken fast ausschließlich aus nicht-beobachtbaren Prozessen bestehen und nicht mit einer Sequenz aus sinnlichen Vorstellungen beschreibbar sind. Das so genannte Aha-Erlebnis und dessen Beschreibung, dass die Gedanken nicht verfolgt werden können, gehen auf Karl Bühler zurück. Seine Untersuchungen führten zu einer Phänomenologie des Denkens. Wilhelm Wundt übte heftige Kritik an der Methode der ungeschulten Introspektion und der Ausfragemethode nach Bühler, die zur „Wundt-Bühler-Kontroverse“ führte. Nach heutiger Auffassung war diese Kritik berechtigt (Massen & Bredenkamp, 2005).
Die weiteren Forschungen lösten sich immer mehr von den philosophischen assoziativen Denkvorstellungen und richteten das Augenmerk auf den Lösungsprozess von Problemen. Hierbei rückte das Individuum immer mehr in den Mittelpunkt und wird als eigenständig denkendes Individuum erkannt. Die Gestaltpsychologie nahm einen entscheidenden Einfluss auf die psychologischen Überlegungen und Forschungen der Denkpsychologie und deren Suche nach den Denkprozessen beim Lösen von Problemen und Aufgaben Otto Selz (1913, 1922), Karl Duncker (1935), Max Wertheimer (1945), Wolfgang Köhler (1921), Edward Tolman (1932).
Durch den Nationalsozialismus wurden die meisten Arbeiten eingestellt und erst nach dem Zweiten Weltkrieg in den 1950er Jahren wieder aufgenommen. 

## Philosophie im 20. Jahrhundert
Karl Bühler gehört zu den Philosophen des 19./20. Jahrhunderts (Philosophie des 20. Jahrhunderts). Diese Zeit ist von bestimmten philosophischen Denkrichtungen und Philosophen geprägt, die letztlich auch Karl Bühler und seine Forschungen beeinflusst haben.
Zu Beginn des 20. Jahrhunderts wendet sich die Phänomenologie von dem bis dahin vorherrschenden dualistischen Weltbild ab und begründet die Philosophie im Sinne einer strengen Wissenschaft (Husserl). Hinter den Phänomenen (Erscheinungen) werden nicht mehr weitere Wesenheiten konstatiert, keine Transzendenz und kein metaphysisch Übersinnliches, sondern es geht um „die Sachen selbst“. Als Ausgangspunkt der Philosophie fungieren Bewusstseinsinhalte, die als unmittelbar Gegebenes und als absolut gelten. Wichtig ist hierbei, dass die Phänomene durchaus im Verborgenen liegen können. „Und gerade deshalb, weil die Phänomene zunächst und zumeist nicht gegeben sind, bedarf es der Phänomenologie. Verdecktheit ist der Gegenbegriff zu ‚Phänomen‘ (Heidegger, 1889–1976)“ (Spierling, S. 246). Die Frage des Seins wird von Heidegger aufgegriffen: Für ihn steht nicht der Mensch, das Subjekt, das Ich als Form des Bewusstseins im Vordergrund, sondern der Mensch als Dasein. „Der Mensch unterwirft sich alles durch ein beherrschen und berechnen wollendes Denken.“ (Spierling, S. 247) Die Existenzphilosophie begreift den Menschen von seiner Existenz aus. Es geht darum, dass der Mensch sich seiner Existenz bewusst wird. Dies vollzieht sich beispielsweise bei Jaspers in menschlichen Grenzsituationen, wie Tod, Leid, Schmerz.
Sartre räumt dem Individuum eine Fülle von Möglichkeiten ein, um „existent“ zu werden. Dabei trägt das Individuum selbst die Verantwortung für sein Sein. Die Philosophische Anthropologie hingegen begreift den Menschen als ein Mängelwesen, das sich eine künstliche Natur durch die Kultur erschafft. Dabei gleicht der Mensch fehlende Instinkte durch die Errichtung von dauerhaft gesellschaftlichen Institutionen aus. Die Kritische Theorie (auch Frankfurter Schule genannt) steht dem emanzipatorischen Menschen skeptisch gegenüber. „Ein bestimmter Typus von Vernunft, reduziert auf Identifikation, Berechenbarkeit und Nützlichkeit, hat sich historisch herausgebildet und dient über die Jahrtausende hinweg als Instrument, die Herrschaft über die Natur sowie über die Natur des Menschen zu errichten. ‚Die Menschen bezahlen die Vermehrung ihrer Macht mit der Entfremdung von dem, worüber sie die Macht ausüben.‘“ (Spierling, S. 251). Der Strukturalismus spricht dem Subjekt die Autonomie ab und beschreibt ihn als ein in Strukturen eingebettetes Wesen. Die Struktur besteht aus einer Gesamtheit von Elementen, die bestimmten Relationen unterworfen sind. Der Mensch ist nicht mehr Subjekt und Objekt zugleich, sondern ein Produkt von anonymen Regeln.
Das 20. Jahrhundert ist auch das Jahrhundert der Sprachphilosophie, worunter Karl Bühler einzuordnen wäre. Die Sprache wird der zentrale Gegenstand des Nachdenkens, was unter dem „linguistic turn“ bekannt ist. Wittgenstein, als Hauptvertreter der Analytischen Philosophie, weist der Sprache die philosophischen Probleme zu. Er stellt die Frage nach den Bedingungen, die erfüllt sein müssen, damit eine sinnvolle Sprache zustande kommt.

„Die richtige Methode der Philosophie wäre eigentlich die: Nichts zu sagen, als was sich sagen läßt, also Sätze der Naturwissenschaft – also etwas, was mit Philosophie nichts zu tun hat –, und dann immer, wenn ein anderer etwas Metaphysisches sagen wollte, ihm nachzuweisen, dass er gewissen Zeichen seiner Sätze keine Bedeutung gegeben hat.“

## Sprachphilosophie
Bei der Entwicklung seiner Sprachtheorie greift Karl Bühler immer wieder auf philosophische Ansätze, wie Platon, John Stuart Mill oder Husserl, und psychologische Ansätze zurück, die er in seine Theorie und Fragestellungen mit einbaut. Auch seine Versuche an Tieren sind Grundlage für weiterführende Überlegungen in Bezug auf den Menschen.

Das Organonmodell

### Die Sprachtheorie
Karl Bühler möchte mit dem Organonmodell ein Modell entwickeln, das ein ausgewachsenes konkretes Sprechereignis mit den Lebensumständen angemessen erfasst. Das organon (griech. Instrument oder Werkzeug) fungiert als etwas, das eine Mitteilung von einem zum anderen transportiert. Die sprachliche Mitteilung ist die reichste Erscheinungsform des konkreten Sprechereignisses. Bühler unterscheidet drei Relationen, die zwischen den Beteiligten des Sprechereignisses bestehen: Sender, Empfänger und die „Mitteilung“. Als viertes kann Bühler noch das akustische Phänomen (Schallphänomen) angeben, das ebenso einen Einfluss auf die Sprechsituation und damit auch zum Verständnis beiträgt. Das vermittelte Sprachzeichen durch den Sender erfüllt drei Funktionen: Symbol, Symptom und Signal. Das Sprachzeichen fungiert als Symbol durch die Zuordnung zu Gegenständen und Sachverhalten. Als Symptom kann es insofern bezeichnet werden, als dass es in Abhängigkeit vom Sender steht, der sich mitteilen möchte und einen Ausdruck für seine Gedanken sucht. Als Form eines Signals kann das Sprachzeichen gelten, da es als Appell an den Empfänger gerichtet ist. Bühler macht dadurch drei Leistungen der menschlichen Sprache aus: Ausdruck, Appell und Darstellung.
„Sie (Sender, Empfänger) sind nicht einfach ein Teil dessen, worüber die Mitteilung erfolgt, sondern sie sind die Austauschpartner, und darum letzten Endes ist es möglich, daß das mediale Produkt des Lautes je eine eigene Zeichenrelation zum einen und zum anderen aufweist.“ (Bühler 1934, S. 31)
Durch die Abgrenzung der einzelnen Relationen ist eine selbständige sprachwissenschaftliche Untersuchung der einzelnen Phänomene Ausdruck, Appell und Darstellung nach Bühler gegeben.
Bühler unterscheidet weiter Sprechhandlungen vom Sprachwerk. Sprechhandlungen orientieren sich schon begriffsmäßig an dem Wort Handlung. Jedes menschliche Handeln hat ein Ziel, wozu die Handlung ausgeführt wird. Dieses Phänomen überträgt Bühler auf die Kommunikation, indem er davon ausgeht, dass eine Sprechhandlung zur Erreichung eines bestimmten Zieles ausgeführt wird. „Dies also ist ein Merkmal, welches im Begriff ‚Sprechhandlung’ unterstrichen werden muß und nicht wegzudenken ist, daß das Sprechen ‚erledigt’ (erfüllt) ist, in dem Maße, wie es die Aufgabe, das praktische Problem der Lage zu lösen, erfüllt hat.“ (Bühler 1934, S. 53). Das Sprachwerk hingegen wird aus der individuellen Sprechsituation herausgehoben. Am Sprachwerk können Leistungen und Züge des Schöpfers mittels der Sprachtheorie untersucht werden. „Ob ein Stoff ein äußeres Ereignis oder sonst etwas ist, jedenfalls zielt die sprachliche Werkbetrachtung in allen Fällen auf die Fassung und Gestaltung als solche ab.“ (Bühler 1934, S. 55).

#### Das Zeigfeld der Sprache
Innerhalb des Sprechereignisses konnte Bühler noch ein weiteres Phänomen ausmachen – die Zeigfelder. Ein Zeigfeld ist ein Sinnbild für ein Weg- oder Richtungszeichen. Wie ein Wegweiser an einer Straßenkreuzung, der die Richtung ausweist, können in der Sprache ebensolche „Wegweiser“ ausgemacht werden – sogenannte Zeigwörter. Zeigwörter sind z. B. „hier“, „du“, „jetzt“ oder „dort“. Der entscheidende Unterschied zu dem Wegweiser an der Straßenkreuzung ist, dass die Zeigwörter in einem Sprechereignis, also in einer Handlung verwendet werden, d. h. eine komplexe menschliche Handlung. Das Problem, welches in einer Sprechsituation auftritt, liegt in der Position des Senders und des Empfängers, die erst einmal aufeinander abgestimmt werden müssen, d. h. ein gemeinsamer Sinnhorizont muss gefunden werden.
„Aber auch wenn man Dinge (usw.) benennt, ist es mit einer festen Zuordnung von Wort-Zeichen und bezeichnetem kognitiven Inhalt nicht weit her. Sprachpsychologische Experimente haben ergeben, daß man ein Ding nicht nur höchst verschieden benennt, sondern daß diese Unterschiedlichkeit auch festen Regeln folgt: Man benennt Dinge so, daß sie vom Kommunikationspartner möglichst nicht mit anderen Dingen (Kontextobjekten) verwechselt werden können. Dasselbe Ding, das Inhalt unseres Bewußtseins ist, wird also sehr verschieden benannt, wenn seine ebenfalls in unserem Bewußtsein repräsentierten Kontextobjekte entsprechend verschieden sind.“ (Spada 1992, S. 292)
Die Zeigwörter können auch als Signale fungieren, die dann nach ihrer Klangqualität und nach ihrer räumlichen Herkunftsqualität interpretiert werden. Beispielsweise erkennen die Menschen andere Menschen, wie Verwandte oder Freunde, an der Stimme. Für die Herkunft werden mitunter optische Deutehilfen zusätzlich verwendet, in dem eine Person auf sich zeigt oder die Hand hebt, wenn nach ihm gerufen wird (Positionssignal oder Individualsignal). Auch die Funktion des Appells kann durch Zeigwörter umgesetzt werden. Sie drücken sich in dem „Her“ bzw. in der Her-Lenkung aus. Das ‚Jetzt’ dient als zeitliche Orientierung. Das Hier-Jetzt-Ich-System ist die subjektive Orientierung des Zeigfeldes der Sprache im direkten Sprachverkehr. Aus dieser Orientierung leben Sender und Empfänger und gestalten die Sprechsituation.

#### Das Symbolfeld der Sprache
Das Symbolfeld dient neben den drei Leistungen der Sprache, Ausdruck, Appell und Darstellung sowie dem Zeigfeld als eine weitere Verständigungshilfe bei dem Sprechereignis. Das Symbolfeld dient der Interpretation der Sprechsituation und stellt den Kontext der Situation dar. Die sprachlichen Symbole brauchen einen Bezugsrahmen, in denen sie verwendet werden. Diesen Bezugsrahmen nennt Karl Bühler das Symbolfeld. Hierbei bezieht sich Bühler auf die neusten Erkenntnisse der Denkpsychologie und wendet sie auf sein Modell der Sprache an. Ebenso orientiert er sich an dem Kantschen Gedanken des Schemas. Das sprachliche Zeigfeld kann am besten an der Sprechhandlung und das Symbolfeld am besten am Sprachwerk nachvollzogen werden.
„Heute würde ich sie so formulieren: Daß das Sprechdenken und mit ihm jedes andere im Dienste des Erkennens vollzogene Operieren mit Gegenstandssymbolen genau so eines Symbolfeldes bedarf wie der Maler seiner Malfläche, der Kartograph seines Liniennetzes von Längen- und Breitengraden und der Notenschreiber seiner noch einmal anders hergerichteten Papierfläche oder allgemein gesagt wie jedes Zweiklassensystem darstellender Zeichen.“ (Bühler 1934, S. 254) 

## Die geistige Entwicklung des Kindes
Als Grundlage für die geistige Entwicklung eines Kindes experimentierte Karl Bühler mit Tieren, im Besonderen mit Affen. Ab ungefähr drei Jahren spricht Bühler bei einem Kind von einem geistigen Wesen. Seine Erforschung gilt den Entwicklungsprozessen in dieser Zeit. Besonderes Augenmerk richtet er dabei auf die Entwicklung der Sprache, der Entwicklung des Denkens und der Vorstellungsfähigkeit. Später erweitert er seine Untersuchungen um ältere Kinder und schreibt eine kleine Abhandlung über Die Zukunft der Psychologie und die Schule.
Der Mensch sei mit dem Tier verwandt und unterscheide sich nur um die Fähigkeit des Intellekts. Bühler macht drei Stufen der Entwicklung aus: Instinkt, Dressur und Intellekt. Der Instinkt sei die tiefste Stufe und bilde sozusagen den Nährboden für die weiteren Entwicklungen. Die Dressur bilde eine höhere Qualität und bereichere das Individuum um die Fähigkeit, sich an Umgebungsbedingungen anzupassen und zu lernen. Beide Fähigkeiten, der Instinkt und die Dressur, seien bei Tieren wie Menschen zu beobachten. Der Begriff Dressur wird von Bühler auch als das assoziative Gedächtnis bezeichnet. Der Intellekt vereinige die Vorteile der Dressur und des Instinkts. Der Intellekt ermögliche, auf der Grundlage von Überlegungen und Einsicht Ideen zu konzipieren. Die Einsicht sei die Eigenschaft, die einem Tier abgehe, welches nur auf der Basis von seinem Instinkt und/oder der Dressur reagiere.
„Wir nehmen die hergebrachte Unterscheidung zwischen dem fertigen starren Erbgut der Instinkte und der anschmiegsamen individuellen Anpassungsfähigkeit dressierbarer Tier auf und fügen auf Grund unserer allgemeinen Kenntnis menschlicher Verhaltensweisen in Verbindung mit den Ergebnissen der Psychologie des Denkens und der aufs beste mit ihnen übereinstimmend Untersuchungsergebnisse an menschenähnlichen Affen eine dritte Einrichtung, nämlich die Fähigkeit, Erfindungen zu machen, hinzu.“ (Bühler 1930, S. 27)

### Die körperliche Entwicklung des Kindes
Karl Bühler konstatiert ein enges Verhältnis zwischen Leib und Seele. Ohne die Kenntnisse über die Körperfunktionen könne man die seelischen Prozesse nicht vollständig begreifen. Sein Ziel besteht in der Erfassung der großen Phasen und Gesetze der Entwicklung. Er sucht nach den Strukturgesetzen der Entwicklung und den treibenden Kräften, die die Entwicklung modifizieren. Bühler sieht in dem Entwicklungsprozess streng geregelte Abhängigkeiten, die sich zwischen den jeweiligen Entwicklungsphasen ergeben. Neben der körperlichen Entwicklung teilt Bühler auch die geistige Entwicklung in Wachstumsphasen, die mit der körperlichen Entwicklung einhergehen. Von der Erforschung von Krankheiten nimmt er Abstand und konzentriert sich auf die Untersuchung von gesunden Kindern. Die Entwicklung des Kindes sei allerdings nicht nur abhängig von seinen körperlichen und geistigen Wachstumsphasen, sondern auch die Lebensbedingungen und Umgebungen spielten eine besondere Rolle.
„Da sind die unbeabsichtigten Wirkungen des Milieus mit seiner sozialen, nationalen, religiösen, Färbung, und dann die beabsichtigten Einwirkungen der Erziehung. Es gehört ein besonderer Blick und Schulung dazu, um aus den verwirrenden reichen Linien des Einzelbildes die gemeinsamen Wesenszüge ‚des Kindes’ herauszulesen; aber es wird, in dem Maße, wie die allgemeinen Probleme klar hervortreten, leichter werden, und dann wird es auch an der Zeit sein, die erst ausgeschalteten Faktoren, nun aber systematisch, in die Untersuchung mit aufzunehmen.“ (Bühler 1930, S. 54)
Bühler liefert auch eine Definition für den Begriff der Entwicklung. Entwicklung bedeutet für ihn, zum einen einen Ausgangspunkt und zum anderen ein Ziel des Werdens festzulegen. In Bezug auf die geistige Entwicklung nimmt er Abstand von dem philosophischen System Hegels oder Spinozas, die das logische Hervorgehen in den Vordergrund rückten und die ratio mit der causa als identisch setzten. Bühler befreit sich von dieser Annahme und beruft sich auf die Erfahrung.
Methoden
Bühler bedient sich der Methode der Beobachtung und des Experiments. Die Beobachtung ist besonders ergebnisreich, wenn sie unter natürlichen Umgebungsbedingungen stattfindet. Das Experiment greift auf künstlich erzeugte Situationen zurück und lehnt sich bei Bühler an die Experimente mit Tieren an. Er bedient sich des Leistungsexperiments, wobei es zu bestimmen gilt, was ein Kind in einem bestimmten Lebensalter bewältigen kann. Dabei spielen körperliche wie psychische Fähigkeiten eine Rolle. Hinzu kommen das Auslösungsexperiment und das Ausdrucksexperiment. Das Auslösungsexperiment fokussiert die Reflexe des Neugeborenen, beispielsweise wie ein Kind auf verschiedene Geschmacksrichtungen reagiert. Unter Ausdruck werden die Mimik und andere Begleitbewegungen verstanden, die Schlüsse auf den seelischen Zustand zulassen. Als weitere zwei angewandte Methoden lassen sich die Selbstbeobachtung und das Verfahren der psychologischen Interpretation nennen. Bei dem Verfahren der psychologischen Interpretation stützt sich Bühler auf Wundts Völkerpsychologie und verwendet die „Ausdeutung und Erklärung der sogenannten objektiven geistigen Gebilde, der Sprache, der Kunst, der Sitte und des Rechts, die sich der Menschengeist geschaffen hat.“ (Bühler, 1930, S. 62). Der Selbstbeobachtung kommt eine untergeordnete Rolle zu und bleibt eine Ausnahme, da Kinder nicht in dem Maße wie Erwachsene die Beschreibung der eigenen seelischen Prozesse leisten können. Alfred Binet hat derartige Versuche an Kindern durchgeführt. 

### Psychologie und Philosophie
Auf die Frage nach dem Gegenstand der Psychologie kann Bühler auf drei Antworten verweisen. Zum Ersten sei die Psychologie die „Lehre des Lebens“. Hierbei lehnt er sich an Aristoteles und seine philosophische Auffassung an: „Die Seele ist das Prinzip des Lebens, das wir in abgestufter Ausgestaltung bei Pflanzen, Tieren und Menschen beobachten können.“ (Bühler 1936, S. 3) Zum Zweiten lehnt er sich an die Cartesianer an und spricht von der „Seele als Bewußtseinsprinzip“, d. h. die Seele sei res cogitans und sonst nichts. Und Drittens sei die Psychologie die „Lehre von den Bewußtseinsvorgängen“. Bühler wehrt sich gegen die neuen Vorstellungen von Leib und Seele, die den Menschen als eine Körpermaschine begreifen und den Sitz der Seele im Körper vermuten. Er greift Aristoteles auf und versucht seine Gedanken zu einem sinnvollen Verhalten der Lebewesen weiterzuentwickeln.
Bühler arbeitete interdisziplinär, was auf der Basis seiner Vorstellungen von der Psychologie beruhte. Die Psychologie bezieht ihr Wissen aus verschiedenen Fachbereichen, wie der Medizin, der Biologie und den Geisteswissenschaften.
Die Entwicklung der Sprache bildet für Bühler die Basis für die Weiterentwicklung des Menschen bis hin zur Vollendung des Menschseins. Die Schule biete dem Kind die Entfaltung des Menschseins und die Herausbildung der Logik, die erst durch die Sprache endgültig zu formulieren sei. „Zum vollendeten homo sapiens wird der junge Mensch in dem Maße, wie er Einblick erhält in die Struktur der Symbolsysteme vom Typus und sie praktisch zu beherrschen vermag.“ (Bühler 1936, S. 5) Dabei sei der Logos allerdings nur eine Beigabe des Menschseins und nicht das Bestimmende. Ein weiterer Schritt zum Menschsein werde durch den Werkzeuggebrauch erlangt, der über die Verwendung des Werkzeuges, wie es bei Tieren zu beobachten sei, hinausschreite. 

## Auszeichnungen und Ehrungen
- 1959: Wilhelm-Wundt-Medaille der Deutschen Gesellschaft für Psychologie
- 1961: Preis der Stadt Wien für Geisteswissenschaften
- 1998: Benennung des Bühler-Tors auf dem Campus der Universität Wien nach Karl und Charlotte Bühler[11]

## Schriften
- Tatsachen und Probleme zu einer Psychologie der Denkvorgänge. Über Gedanken. 1907.
- Die Gestaltwahrnehmungen. Experimentelle Untersuchungen zur psychologischen und ästhetischen Analyse der Raum- und Zeitanschauung. Spemann, Stuttgart 1913.
- Die geistige Entwicklung des Kindes. Verlag Gustav Fischer, Jena 1918.
- Die Krise der Psychologie. Verlag Gustav Fischer, Jena 1927.
- Phonetik und Phonologie. In: Travaux du Cercle Linguistique de Prague. Band 4, 1931, S. 22–53.
- Axiomatik der Sprachwissenschaften. Klostermann, Frankfurt 1933.
- Ausdruckstheorie. Das System an der Geschichte aufgezeigt. Verlag Gustav Fischer, Jena 1933.
- Sprachtheorie. Die Darstellungsfunktion der Sprache. G. Fischer, Jena 1934. (2., unveränd. Auflage. mit einem Geleitwort von Friedrich Kainz, G. Fischer, Stuttgart 1965; 3. Auflage. (= UTB für Wissenschaft. 1159). G. Fischer, Stuttgart u. a. 1999)
- Die Zukunft der Psychologie und die Schule. (= Schriften des pädagogischen Instituts der Stadt Wien. Heft 11). Deutscher Verlag für Jugend und Volk, Wien/Leipzig 1936.
- Das Gestaltprinzip im Leben des Menschen und der Tiere. Verlag Hans Huber, Bern 1963.
- Die Uhren der Lebewesen und Fragmente aus dem Nachlass. Verlag Böhlau, Wien / Köln / Graz 1969.